# Al Qatrun
Al Qatrun (Arabisch: القطرون) is een plaats in Libië. Al Qatrun telde in 2003 11.102 inwoners. De stad ligt in de Sahara en behoort administratief gezien tot de gemeente Murzuqin de Libische regio Fezzan. Tijdens de Libische Opstand van 2011 viel de stad tijdelijk in handen van de rebellen die tegen het regime van dictator Moammar al-Qadhafi vechten.